# デヴォン・パーク
デヴォン・パーク（Devon Park）は、アメリカのオクラホマ州オクラホマシティにあるソフトボール場。2024年まではUSAソフトボール・ホール・オブ・フェイム・スタジアムと呼ばれていた。本スタジアムのほか、4つのソフトボールフィールドがある。USAソフトボールの本部も当地にある。
1987年完成し、以来全米ソフトボールの聖地としてウィメンズ・カレッジ・ワールドシリーズやビッグ12ソフトボール大会が行われている。2028年ロサンゼルスオリンピックではソフトボールの会場の予定。